# Конный спорт на летних Олимпийских играх 1936

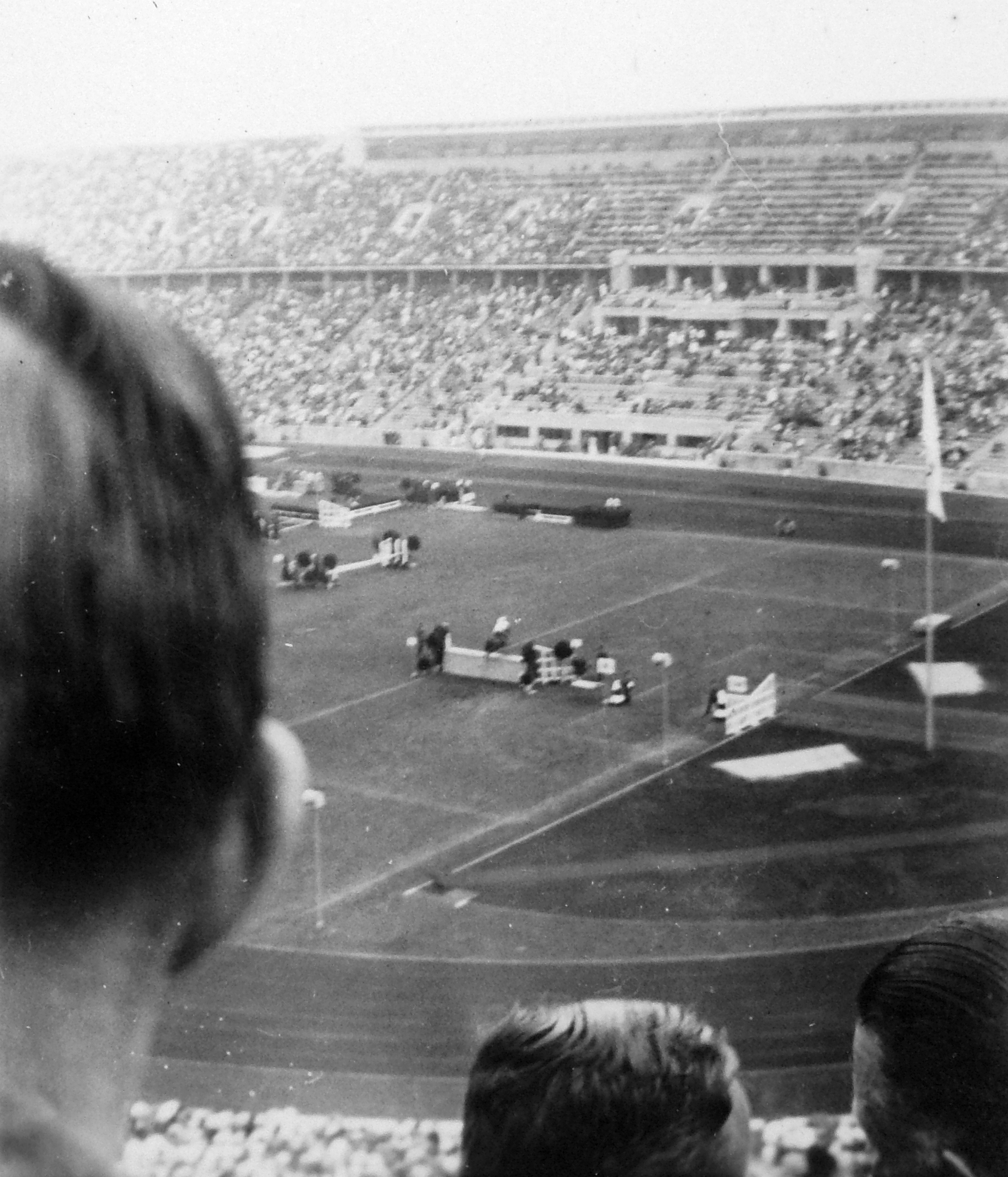
Соревнования по конному спорту на Олимпийском стадионе

Соревнования по конному спорту на XI летних Олимпийских играх 1936 проходили с 12 по 16 августа. 127 всадников из 21 страны разыграли шесть комплектов медалей — в личных и командных соревнованиях по выездке, конкуру и троеборью. Соревнования проходили в Далльгов-Дёберице, на Майфельде и самом Олимпийском стадионе.
Все золотые комплекты наград достались сборной Германии. По 2 золотых медали выиграли Хайнц Поллай, Людвиг Штуббендорф и Курт Хассе. Кроме немцев ни одна страна не сумела выиграть более 1 медали.

## Медали

### Медалисты
| Дисциплина               | Золото | Серебро                                                                                           | Бронза                                                                                                  |
| Индивидуальная выездка   | Хайнц Поллай на Кроносе Германия                                                                            | Фридрих Герхард на Абсенте Германия                                                               | Алоис Подхайски на Неро Австрия                                                                         |
| Командная выездка        | Германия · Хайнц Поллай на Кроносе · Фридрих Герхард на Абсенте · Херман фон Оппельн-Брониковски на Гимпеле | Франция · Андре Жуссом на Фаворите · Жерар де Балорр на Дебошире · Даниэль Гиллуа на Николя       | Швеция · Грегор Адлеркройц на Терезине · Свен Коллиандер на Коль XX · Фольке Сандстрём на Перголе       |
| Индивидуальное троеборье | Людвиг Штуббендорф на Нурми Германия                                                                        | Эрл Фостер Томсон на Дженни Кемп США                                                              | Ханс Лундинг на Джейсоне Дания                                                                          |
| Командное троеборье      | Германия · Людвиг Штуббендорф на Нурми · Рудольф Липперт на Фазане · Конрад фон Вангенхайм на Курфюрсте     | Польша · Хенрик Ройцевич на Арлекине III · Здзислав Кавецкий на Бамбино · Северин Кулеша на Тоске | Великобритания · Алек Скотт на Бобе Клайве · Эдвард Ховард-Вайс на Блю Стил · Ричард Фаншо на Боуи Найф |
| Индивидуальный конкур    | Курт Хассе на Торе Германия                                                                                 | Генри Ранг на Делфисе Румыния                                                                     | Йожеф фон Платти на Селлё Венгрия                                                                       |
| Командный конкур         | Германия · Курт Хассе на Торе · Мартен фон Барнеков на Нордланде · Хайнц Брандт на Алхимике                 | Нидерланды · Йохан Гретер на Эрнике · Ян де Брёйне на Трикси · Хенри ван Схайк на Санта Белл      | Португалия · Жозе Белтрау на Бисквите · Домингуш Де Соуза на Мерль Блан · Луиш Мена э Силва на Фоссетте |

### Общий зачёт
| Общее количество медалей |            |        |         |        |       |
| Место                    | Страна     | Золото | Серебро | Бронза | Всего |
| 1                        | Германия   | 6      | 1       | 0      | 7     |
| 2                        | Франция    | 0      | 1       | 0      | 1     |
| 2                        | Нидерланды | 0      | 1       | 0      | 1     |
| 2                        | Польша     | 0      | 1       | 0      | 1     |
| 2                        | Румыния    | 0      | 1       | 0      | 1     |
| 2                        | США        | 0      | 1       | 0      | 1     |
| 3                        | Австрия    | 0      | 0       | 1      | 1     |
| 3                        | Дания      | 0      | 0       | 1      | 1     |
| 3                        | Венгрия    | 0      | 0       | 1      | 1     |
| 3                        | Португалия | 0      | 0       | 1      | 1     |
| 3                        | Швеция     | 0      | 0       | 1      | 1     |

## Страны
В конных соревнования в Берлине принимали участие 127 всадников из 21 страны:
| - Австрия (8) - Бельгия (3) - Болгария (3) - Великобритания (6) - Венгрия (9) - Германия (9) - Дания (4) | - Италия (6) - Нидерланды (9) - Норвегия (6) - Польша (6) - Португалия (3) - Румыния (5) - США (8) | - Турция (4) - Финляндия (1) - Франция (9) - Чехословакия (9) - Швейцария (6) - Швеция (9) - Япония (4) |